# Lisa Lomas
Lisa Jane Lomas née Bellinger (Dunstable, Engeland, 9 maart 1967) is een Brits voormalig professioneel tafeltennisster die uitkwam voor Groot-Brittannië en Engeland.
Zij nam namens Groot-Brittannië deel aan de Olympische Zomerspelen 1992 en 1996 maar won daar geen medailles.
Namens Engeland won ze zilver op de Europese kampioenschappen in 1992 door de finale te verliezen van Bettine Vriesekoop. Zes jaar eerder had ze al eens brons behaald in het enkelspel, toen nog als Lisa Bellinger.